# Jakob Gospodov brat
Jakob Gospodov brat ali Jakob Pravični je bil Jezusov ožji sorodnik, mogoče brat, polbrat ali bratranec. Bil je pomembna osebnost prve krščanske skupnosti v Jeruzalemu in prvi jeruzalemski škof. Je tudi domnevni pisec novozaveznega Jakobovega pisma in v številnih krščanskih Cerkvah velja za svetnika. *(?); † leta 62, Jeruzalem.

## Poimenovanje
Jakob je pogosto judovsko ime. Zaradi razlikovanja  od apostolov Jakoba Velikega in Jakoba Mlajšega tega Jakoba imenujemo Jakob Pravični - bil je namreč znan po svoji pravičnosti, pobožnosti in skromnosti.
Jakob je znan tudi kot Gospodov brat ali Jezusov brat, saj ga Sveto pismo omenja kot enega od štirih Jezusovih bratov (glej Mr 6,3). Sveti Pavel ga imenuje Jakob, Gospodov brat (glej Gal 1,19). Po prepričanju nekaterih kristjanov je bil Jakob res Jezusov pravi brat (sin Jožefa in Marije). Katoliki pravijo, da gre za uporabo besede brat v širšem smislu - Jakob naj bi bil Jezusov bratranec. Pravoslavni kristjani verujejo, da je bil Jakob Jožefov sin iz prvega zakona in torej Jezusov polbrat, vseeno pa ga pogosto imenujejo Jakob Božji brat (grško: starogrško Αδελφόθεος [Adelfotheos]; iz besed starogrško αδελφός [adelfos] = brat, starogrško Θεος [Theos] = Bog).

## Življenjepis
O Jakobovem življenju je malo podatkov. Sinoptični evangeliji ga samo omenijo, v Janezovem evangeliju sploh ne nastopa, prav tako ne v začetnih poglavjih Apostolskih del. V poznejših poglavjih Apostolskih del pa izvemo, da je bil Jakob pomembna oseba prve jeruzalemske krščanske skupnosti (glej Apd 12,17; Apd 15,15-21; Apd 21,18). Jakob je pogosto omenjen v povezavi s Pavlom. Kot je videti sta si Jakob in Pavel nekako razdelila interesni območji: Jakob se je posvetil kristjanom iz judovstva, Pavel pa kristjanom iz nejudovstva. Zaradi tega sta tudi debatirala o vprašanju, ali je za nejudovske kristjane potrebno obrezovanje in sprejemanje drugih judovskih zapovedi (glej Apd 15). 
Jakob je bil verjetno poročen, saj Pavel piše, da Gospodovi bratje vodijo s seboj žene (glej 1 Kor 9,5).
Sveti Hieronim v delu De viribus illustribus piše, da je bil Jakob Gospodov brat z vzdevkom Pravični postavljen za voditelja (škofa ali patriarha) Cerkve v Jeruzalemu. Piše tudi, da je Jakob živel zelo asketsko: da ni jedel mesa in pil močnih pijač in da je toliko kleče molil, da je koža na njegovih kolenih postala trda kot kolena kamele.
Jakob velja za avtorja Jakobovega pisma. Prav tako mu pripisujejo tudi Jakobovo liturgijo - najstarejše ohranjeno bogoslužje, kot so ga izvajali v jeruzalemski Cerkvi.
Jožef Flavij poroča, da je Jakob, brat Jezusa, ki ga imenujejo Kristus, umrl pozneje kot Porcius Festus in prej kot Clodius Albinus - torej leta 62. Judovski veliki zbor ga je obsodil na smrt s kamenjanjem.
Jakob Gospodov brat goduje 23. oktobra po pravoslavnem koledarju. V Rimskokatoliški Cerkvi je dolgo veljalo prepričanje, da je Jakob Gospodov brat ista oseba kot apostol Jakob Mlajši. Tako npr. knjiga Leto svetnikov (Zadruga katoliških duhovnikov, Ljubljana, 1970) pri godovnem datumu 3. maj trdi, da je Jakob Mlajši ista oseba kot Jakob Gospodov brat. Novejša knjiga Svetopisemski vodnik (Ognjišče, Koper, 1984) pa že navaja, da sta to različni osebi, vendar nikjer ni možno dobiti izrecne navedbe, kdaj goduje prvi in kdaj goduje drugi od njiju. Na katoliških koledarjih svetnikov sta za 3. maj navedena apostola Filip in Jakob Mlajši, kdaj goduje Jakob Gospodov brat pa ni navedeno. Nekateri preprosto trdijo, da tudi on goduje 3. maja.

## Jakobova kostnica
Novembra 2002 je André Lemaire objavil poročilo o nenavadni najdbi: gre za kostnico (osuarij, majhno kamnito skrinjico za shranjevanje kosti umrlega) z napisom
יעקוב בר יוסף אחוי דישוע‎
Ya`aqov bar Yosef akhui Yeshua`
kar je André Lemaire prevedel kot 
Jakob, sin Jožefa, brat Jezusa.
Kostnico je dobil pri Odedu Golanu, zbiratelju starin v Jeruzalemu. Po temeljitih raziskavah je prevladalo mnenje, da je kostnica sama res precej stara, vendar pa je napis na njej ponaredek. Kljub temu so nekateri še vedno prepričani o pristnosti kostnice.